# ヘラルト・ビルデルス
ヘラルト・ビルデルス（Albertus Gerardus "Gerard" Bilders、1838年12月9日 - 1865年3月8日）は、オランダの風景画家である。アントン・モーヴやウィレム・マリスとともに「ハーグ派」を代表する画家である。

## 略歴
ユトレヒトに画家、ヨハネス・ビルデルスの息子に生まれた。1841年から1845年の間、家族は風景の美しい田舎町のオーステルベークに住むようになった。オーステルベークはオランダにおける「外光派」の画家の活動の中心となった場所である。
初め美術教育を父親から受け、オーステルベークに住む作家クネッペルハウト（Johannes Kneppelhout）の財政的支援を受けた。 クネッペルハウトとは生涯に渡り手紙のやり取りをして、ビルデルスの没後、書簡集が出版された。
その後、ユトレヒトに移り、専門学校で学ぶために1857年からデンハーグへ移ったが学校には1年ほどしか通わなかった。デンハーグのマウリッツハイス美術館で、家畜の絵画を多く描いた17世紀の画家、パウルス・ポッテルや風景画家のヤーコプ・ファン・ロイスダールの作品を模写して修行した。スイスのジュネーブへ旅し、動物画を得意としたシャルル・ウンベール(Charles Humbert)にも学んだ。1859年にアムステルダムの芸術家の協会「Felix Meritis」の一員になった。
1860年に父親とブリュッセルでの展覧会を訪れ、フランスの「バルビゾン派」の画家たちの作品を知ることとなった。オーステルベークには何度か戻り、アントン・モーヴやウィレム・マリスと交流した。1865年に結核でアムステルダムで亡くなった。26歳であった。

## 作品

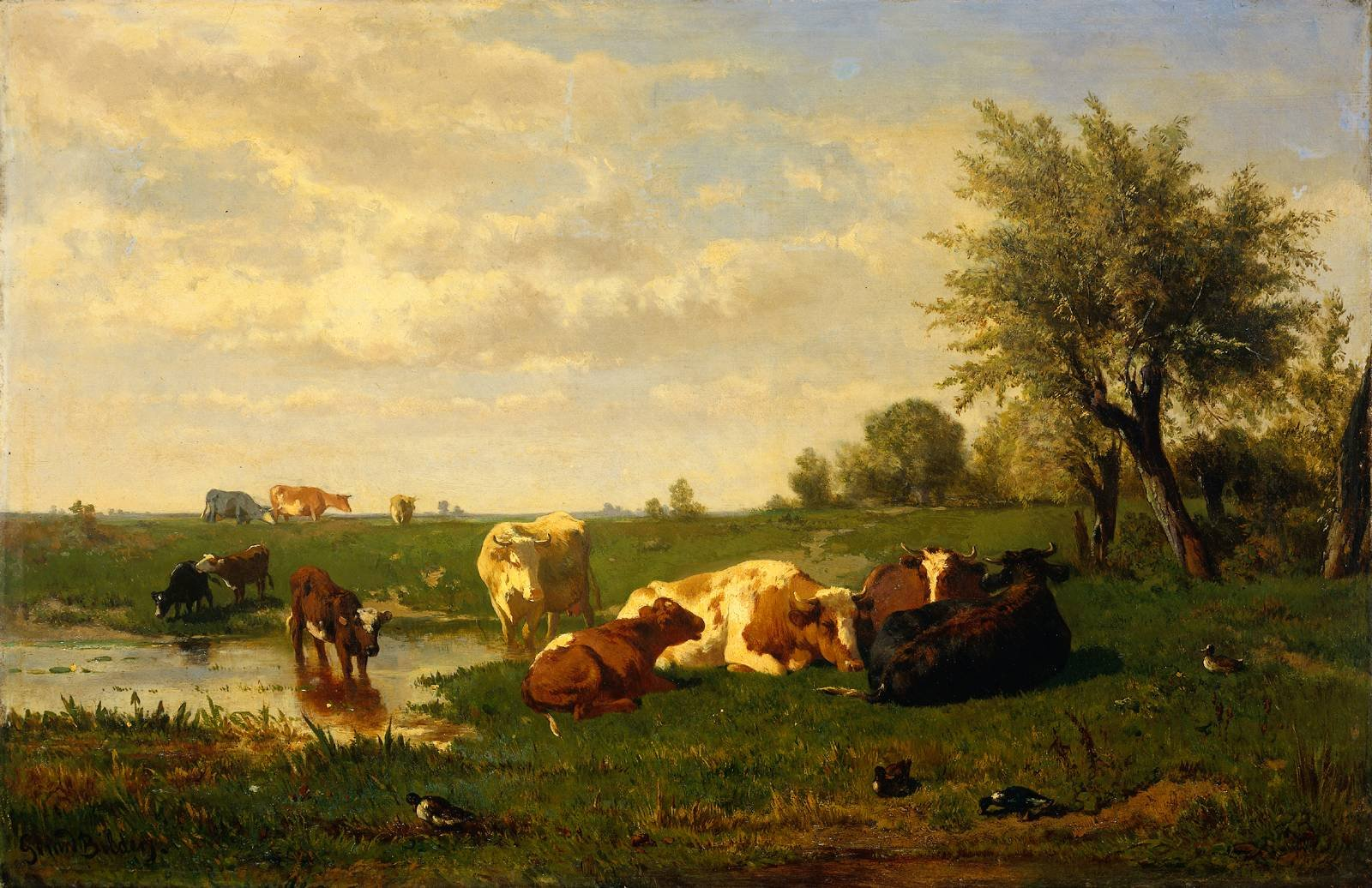
「牧草地の牛」 (1861)
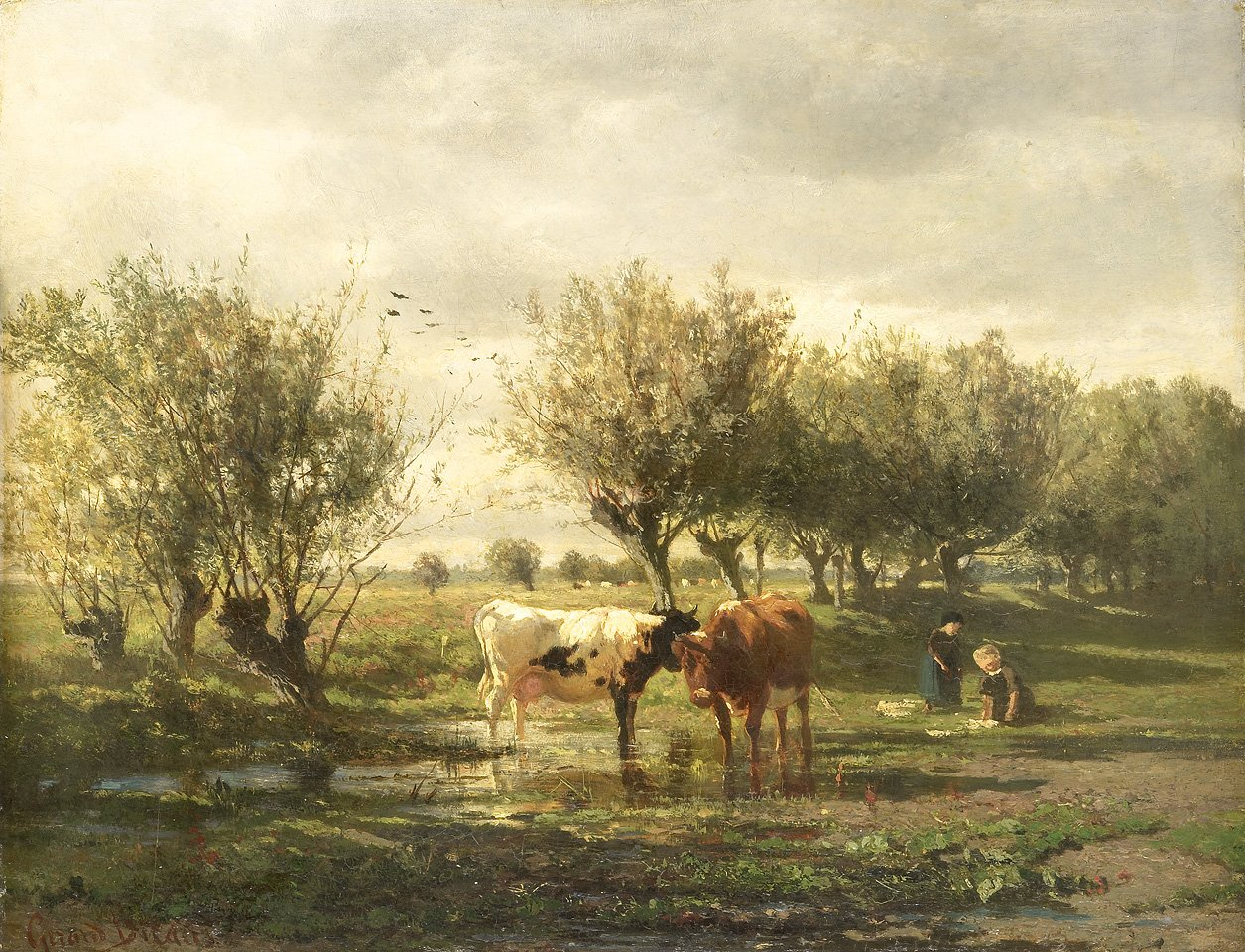
「池のほとりの牛」
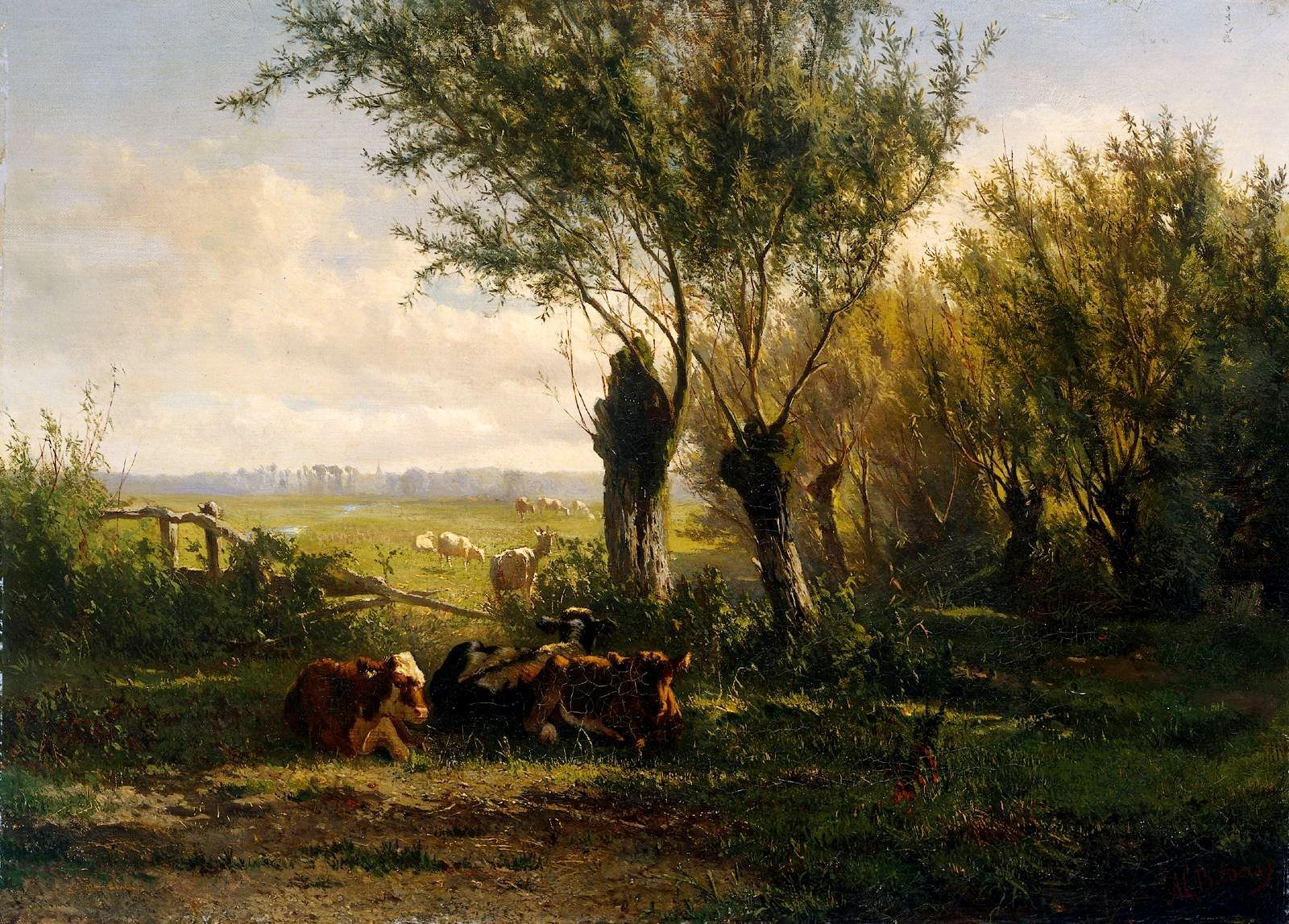
「オーステルベークの牧草地」(1860)